# Holochelus gracilis
Holochelus gracilis är en skalbaggsart som beskrevs av Nonveiller 1965. Holochelus gracilis ingår i släktet Holochelus och familjen Melolonthidae. Inga underarter finns listade i Catalogue of Life.